# 猫のまんま
『猫のまんま』（にゃんこのまんま）とは、Mopalのバラエティchで2009年10月から放送されているCat Panic Entertainment所属のキャットファイターを中心にしたトーク番組。
2010年3月9日の第10回をもって、番組は終了した。

## メインMC
- 夢子
- 鈴々舎馬るこ

## 今まで出演したキャットファイター達
- えりんこ
- 夢子
- 森崎愛
- 鳳華
- シャッターチャンス わか
- アップルみゆき
- 琴音
- 風詠ちなぼ
- メラ